# من یوسفم، مادر
من یوسفم، مادر نام فیلم سینمایی به نویسندگی و کارگردانی محمدرضا فرطوسی است. 

## خلاصه فیلم
داستان یوسف، جوان اهل بغداد است که به دلیل ممانعت از شرکت در جنگ علیه ایران توسط ارتش بعث دستگیر شده و بعد از مدتی ناپدید می شود. 

## بازیگران شاخص
عباس غزالی بازیگر نقش اصلی فیلم من یوسفم مادر است که در کنار زهرا الربیعی بازیگر عراقی به ایفای نقش در این فیلم پرداخته است.
غزالی درباره این فیلم گفت: "تمام دیالوگ های این فیلم به زبان عربی است، به همین دلیل من برای آموزش این زبان با یک معلم و مشاور عربی مدت ها تمرین کردم و توانستم به زبان عربی صحبت کنم به گونه ای که برای مخاطب قابل باور باشد." 

## جوایز
این فیلم جایزه نخل نقره ای دوازدهمین دوره جشنواره بین‌المللی فیلم مکزیک را از آن خود کرد. 
بهترین فیلم جشنواره فیلم‌های مستقل برزیل 

## نمایش
نمایش در جشنواره بین‌المللی فیلم شارجه کشور امارات 
نمایش در ششمین دوره جشنواره بین‌المللی فیلم دهلی در کشور هندوستان 
نمایش در جشنواره بین‌المللی فیلم «سینه کوئست» آمریکا 